# Томас Ліндаль
Томас Роберт Ліндаль (швед. Tomas Robert Lindahl, нар. 28 січня 1938, Стокгольм) — шведський біохімік, дослідник раку. Відомий своїми дослідженнями процесів репарації ДНК. У 2015 році разом з Азізом Санджаром та Полом Модричем отримав Нобелівську премію з хімії.

## Біографія
Томас Роберт Ліндаль захистив у 1967 році докторську дисертацію на тему On the structure and stability of nucleic acids in solution в Каролінському Інституті у Стокгольмі. У 1970 році здобув титул доктора медицини. У 1964–1967 роках працював у Принстонському університеті й у 1967–1969 роках у постдокторантурі в Рокфеллерівському університеті Нью-Йорка. З 1969 по 1977 рік Ліндаль працює у Каролінському Інституті. З 1978 по 1981 рік професор медичної біохімії Гетеборзького університету. З 1981 року Томас Роберт Ліндаль займається дослідженням раку в Imperial Cancer Research Fund (пізніше Cancer Research UK). З 2009 року на пенсії, проте залишився професором-емеритом у Francis Crick Institute та Cancer Research UK у Clare Hall Laboratory.

## Нагороди
- 1988 член Лондонського королівського товариства
- 2007 Королівська медаль
- 2010 Медаль Коплі